# Olmillos (Soria)
Olmillos es una localidad española del municipio de San Esteban de Gormaz, perteneciente a la provincia de Soria, en la comunidad autónoma de Castilla y León. En 2020 contaba con una población de 37 habitantes.

## Situación
La localidad está situada en la Ruta de la Lana y pertenece al partido judicial de Burgo de Osma.

## Accesos
Existen principalmente dos formas de acceder al pueblo: una, desde San Esteban de Gormaz, a unos 5 km y, otra, desde Ines. Ambos accesos se realizan por una carretera comarcal en muy mal estado y con algunas peligrosas curvas.

## Historia
A la caída del Antiguo Régimen la localidad se constituyó en municipio constitucional en la región de Castilla la Vieja que en el censo de 1842 contaba con 46 hogares y 180 vecinos. A mediados del siglo XIX, el lugar, por entonces con ayuntamiento propio, tenía contabilizadas 48 casas. Aparece descrito en el decimosegundo volumen del Diccionario geográfico-estadístico-histórico de España y sus posesiones de Ultramar de Pascual Madoz de la siguiente manera:

OLMILLOS: l. con ayunt. en la prov. de Soria (11 leg.), part. jud. del Burgo (1 1/2), aud. terr. y c. g. de Búrgos (22), dióc. de Osma (1 1/2): sit. en un valle resguardado de los vientos, con clima sano; tiene 48 casas; la consistorial; escuela de instruccion primaria comun á ambos sexos, á cargo de un maestro dotado con 5 fan. de trigo; una fuente de buenas aguas; una igl. parr. (La Asuncion de Nuestra Señora), servida por un cura y un sacristan. térm.: confina con los de Inés, La Pedraja y Atauta: dentro de él se encuentran algunos manantiales y una ermita. El terreno, que participa de quebrado y llano, es de mediana calidad; comprende un monte encinar, una deh. para pasto del ganado de labor y algun prado natural; le bañan dos arroyos que brotan en el term., el uno de curso perenne, y el r. Duero que pasa formando el lim. E., en el cual hay una barca de paso. caminos: los que dirigen á los pueblos limítrofes, todos en mal estado por la escabrosidad del terreno. correo: se recibe y despacha en la cab. del part. prod.: cereales, legumbres, vino, cáñamo, lino, leñas de combustible y pastos, con los que se mantiene ganado lanar y las yuntas necesarias para las labores del campo. ind.: la agrícola. comercio: esportacion del sobrante de frutos é importacion de los art. que faltan. pobl.: 46 vec., 180 alm, cap. imp.: 58,091 rs.
(Madoz, 1849, p. 255)

El municipio de Olmillos desapareció en 1966, al fusionarse con los de San Esteban de Gormaz, Aldea de San Esteban, Atauta, Ines, Matanza de Soria, Peñalba de San Esteban, Piquera de San Esteban, Quintanilla de Tres Barrios, Rejas de San Esteban, Soto de San Esteban, Velilla de San Esteban y Villálvaro.

## Demografía
| Gráfica de evolución demográfica de Olmillos entre 1842 y 1960 |
| |
| Población de derecho según los censos de población del INE Población de hecho según los censos de población del INEEntre el censo de 1970 y el anterior, este municipio desaparece porque se integra en el municipio 42162 (San Esteban de Gormaz) |

En el año 1981 contaba con 114 habitantes, concentrados en el núcleo principal, pasando a 37 en 2020, 20 varones y 17 mujeres.
| Gráfica de evolución demográfica de Olmillos entre 2000 y 2020                                   |
|                                                                                                  |
| Población de derecho (2000-2010) según los censos de población del INE a 1 de enero de cada año. |

## Economía
En los últimos años la agricultura del pueblo se ha modernizado gracias a la creación de nuevos regadíos, que incluyen la construcción de una balsa de agua.

## Patrimonio
El pueblo cuenta con una ermita que rinde advocación a San Hipólito. Fue el eremita que cuidaba de ella el que a su vez controlaba la barca de paso que comunicaba las dos orillas del Duero. Como el puente de Gormaz estaba relativamente apartado se recurrió a este método para la comunicación rápida con el Burgo de Osma.